# Liste von Gefängnisaufständen
Ein Gefängnisaufstand ist eine Aufruhr und Protest von Häftlingen in Justizvollzugsanstalten, Polizeistationen, Gefangenenlagern und ähnlichem, bei der es zu in der Regel gewaltsamen Auseinandersetzungen mit dem Wachpersonal und gegebenenfalls auch mit anderen Häftlingsgruppen kommt. Manchmal gelingt Häftlingen hierbei auch der Ausbruch. Eine andere Form des Protests ist der Hungerstreik. In der Wissenschaft wird insbesondere der Zusammenhang zwischen Aufständen und den Haftbedingungen, zum Beispiel Überbelegung, untersucht.

## Beispiele
| Jahr         | Gefängnis                                          | Ort                                | Beschreibung |
| ------------ | -------------------------------------------------- | ---------------------------------- | --- |
| 1927         | Folsom State Prison                                | Folsom, Kalifornien                | Am 24. November 1927 kam es zu einem zweitägigen Gefängnisaufstand. Zwei Aufseher und drei Häftlinge kamen ums Leben. Fünf der Rädelsführer wurden wegen Mordes verurteilt und 1930 hingerichtet.                                                                                          |
| 1930         | Rangoon Central Jail                               | Rangun, Myanmar                    | Der Aufstand begann am 24. Juni 1930 im Zuge anderer Unruhen. 34 Insassen (von insgesamt etwa 2000) wurden erschossen. |
| 1932         | HMP Dartmoor                                       | Princetown, Vereinigtes Königreich | Der Aufstand brach am 24. Januar 1932 aus. Die Häftlinge hatten das Gefängnis für etwa anderthalb Stunden unter Kontrolle. Es kam zu Bränden. Ein Häftling kam ums Leben. |
| 1943         | Vernichtungslager Treblinka                        | Treblinka, Polen                   | Der Aufstand von Treblinka fand am 2. August 1943 statt. Es wurden danach tausende Gefangene ermordet. |
| 1943         | Vernichtungslager Sobibor                          | Sobibór, Polen                     | Der Aufstand von Sobibór fand am 14. Oktober 1943 statt. Im Rahmen einer unkoordinierten Flucht schafften es etwa 100 Insassen, dauerhaft zu entkommen. Sie schlossen sich den Partisanen an.                                                                                              |
| 1944         | KZ Sachsenhausen                                   | Oranienburg, Deutschland           | Am 11. Oktober 1944 werden 27 Menschen, darunter die Kommunisten Ernst Schneller, Mathias Thesen, Rudolf Hennig und Gustl Sandtner, erschossen, weil sie einen Häftlingsaufstand vorbereitet hatten.                                                                                       |
| 1950         | Haftanstalt Bautzen I                              | Bautzen, Deutschland               | Hungerstreik vom 13. bis 15. März 1950 und Aufstand vom 31. März 1950. |
| 1953         | Arbeitslager Workuta                               | Workuta, Sibirien                  | Der Aufstand von Workuta entwickelte sich ab dem 30. Juni 1953. Am 1. August 1953 wurde der Aufstand unter dem Einsatz von Maschinengewehren niedergeschlagen. Offiziell 42 Tote und 135 Verletzte, Augenzeugen sprechen von hunderten Opfern.                                             |
| 1971         | Attica Correctional Facility                       | Attica, New York State             | Während eines Gefängnisaufstands vom 9. bis 13. September 1971 kam ein Angestellter ums Leben, bei der Niederschlagung des Aufstandes 42 weitere Menschen, darunter 32 Inhaftierte und 10 Angestellte. Außerdem gab es über 80 Verletzte.                                                  |
| 1980         | Penitentiary of New Mexico                         | Santa Fe County, New Mexico        | Der Aufstand dauerte 36 Stunden vom 2. bis 3. Februar 1980. 33 Mitgefangene wurden von Insassen gefoltert, verstümmelt und getötet. |
| 1986         | Penal Castro Castro                                | Lima, Peru                         | Über 100 Gefangene wurden im Juni 1986 von Polizei und Militär erschossen. |
| 1990         | Gefängnis Leopoldov                                | Leopoldov, Slowakei                | Am 15. März 1990 begann eine Revolte. Über 200 Häftlinge hielten sich etwa zwei Wochen lang verbarrikadiert. Eine Person wurde getötet. |
| 1990         | HM Prison Manchester                               | Manchester, Vereinigtes Königreich | Der Aufstand dauerte vom 1. bis 25. April 1990. Es gab 2 Tote, 147 verletzte Wächter und 47 verletzte Gefangene. |
| 1992         | Casa de Detenção de São Paulo                      | São Paulo, Brasilien               | Das Carandiru-Massaker folgte einem Häftlingsaufstand am 2. Oktober 1992. Angehörige der Polizei des Bundesstaates töteten bei der Niederschlagung 111 Gefangene. |
| 1995         | Serkadji-Gefängnis                                 | Algier, Algerien                   | Ein Aufstand ab dem 21. Februar 1995 führte dazu, dass etwa 1000 Häftlinge entkommen konnten. Zwölf Wärter wurden verletzt und vier Geiseln getötet sowie eine Person der stürmenden Sicherheitskräfte. Beim Sturm auf das Gefängnis wurden nach offiziellen Angaben 96 Häftlinge getötet. |
| 1996         | Abu-Salim-Gefängnis                                | Tripolis, Libyen                   | Im Anschluss an einen Aufstand vom 28. bis 29. Juni 1996 wurden etwa 1200 Gefangene von einer Sondereinheit erschossen. |
| 2001         | Qala-i-Jangi                                       | Provinz Balch, Afghanistan         | Beim Aufstand von Qala-i-Jangi zwischen dem 25. November und dem 1. Dezember 2001 starben bis zu 600 Taliban, 40 afghanische Sicherheitskräfte und ein US-Soldat. |
| 2012         | Gefängnis von Apodaca                              | Apodaca, Mexiko                    | Bei einem Aufstand im Gefängnis von Apodaca im Februar 2012 gab es 40 Tote. Verschiedene Gruppen von Häftlingen waren mit Messern aufeinander losgegangen. |
| 2016         | Centro Preventivo de Reinserción Social Topo Chico | Monterrey, Mexiko                  | In der Nacht vom 10. zum 11. Februar 2016 kamen bei der Auseinandersetzung zweier Banden, in die das Personal sofort eingriff, mindestens 52 Menschen zu Tode. |
| 2019         | Centro de Recuperação Regional de Altamira         | Altamira, Brasilien                | Bei einem Gefängnisaufstand Ende Juli 2019 kamen 62 Menschen um. 16 von ihnen wurden von Mithäftlingen enthauptet. |
| 2020         | Zentralgefängnis Freetown                          | Freetown, Sierra Leone             | Gefängnisaufstand am 29. April nach der Infektion eines Insassen mit SARS-Cov-2 infolge der COVID-19-Pandemie in Sierra Leone. Dabei kamen mehrere Dutzend Insassen ums Leben. Bei dem Brand, den die Insassen gelegt hatte, wurden alle Haftunterlagen vernichtet.                        |
| Oktober 2021 | Ecuador                                            | Über 100 Insassen getötet.         | |

## Film
Im Film lässt sich das Thema des Gefangenenaufstandes bis in die 1930er Jahre zurückverfolgen: Mutiny in the Big House (USA 1939, William Nigh), You Can’t Beat the Law (US-Fernseh-Titel Prison Mutiny, USA 1943, Phil Rosen), Riot in Cell Block Eleven (USA 1954, Don Siegel), Against the Wall (1993, John Frankenheimer).